# Puente de San Antón (Bilbao)
El puente de San Antón (en euskera: San Anton Zubia) es un puente que salva las orillas de la ría de Bilbao, en Vizcaya, España.

## Historia
Su apertura es anterior a 1318. Se cree que, incluso, es anterior a la fundación de la Villa en el año 1300. Fue durante siglos el único puente que cruzaba la ría. Los bilbaínos emplearon todos los recursos legales, y hasta violentos, para impedir que otro puente les arrebatara el monopolio en las comunicaciones entre las dos orillas. 
Es el emblema de Bilbao y este puente viejo, llamado también la puente vieja, está reflejado en su escudo. Es de origen medieval. Este puente tuvo una importancia histórica, ya que era paso obligado para el comercio de Vizcaya con Castilla, tras el privilegio otorgado en tiempos de doña María Díaz de Haro. En el siglo XV, bajo este puente se empozaba a los delincuentes. El empozamiento era un método de ejecución muy arraigado que consistía en atar una piedra al cuello del condenado y arrojarla al agua.
"Aguaduchus" y riadas lo han derribado en reiteradas ocasiones. Y para poner fin al problema, el Ayuntamiento decidió sustituirlo a finales del siglo XIX, hacia 1870, por uno nuevo, que sería el actual situado, a diferencia del anterior, por delante de la iglesia de San Antón (aguas abajo) y que empezó a funcionar hacia 1880, después de sufrir las consecuencias de la última guerra carlista. Fue planificado por Hoffmeyer. Fue reedificado, una vez más, en 1937, después de su voladura durante la guerra civil española.

## Enlaces exterios
- Wikimedia Commons alberga una categoría multimedia sobre Puente de San Antón.

- Datos: Q3751925
- Multimedia: Bridge of San Anton in Bilbao / Q3751925